# Ковганко, Сергей Николаевич
Серге́й Никола́евич Ковга́нко (род. 23 марта 1974, Николаев) — украинский боксёр, представитель наилегчайшей весовой категории. Выступал за сборную Украины по боксу на всём протяжении 1990-х годов, победитель и призёр первенств национального значения, бронзовый призёр чемпионата Европы, бронзовый призёр Кубка мира, участник летних Олимпийских игр в Атланте.

## Биография
Сергей Ковганко родился 23 марта 1974 года в городе Николаеве Украинской ССР. Учился в николаевской гимназии № 41. Активно заниматься боксом начал с 12 лет, проходил подготовку под руководством тренера Сергея Анатольевича Корчинского.
Впервые заявил о себе ещё в 1991 году, выиграв международный турнир в Ташкенте. Год спустя вошёл в состав украинской национальной сборной, выступил на чемпионате мира среди юниоров в Монреале и на Кубке Канады в Оттаве. В 1994 году стал бронзовым призёром Кубка мира в Бангкоке — на стадии полуфиналов наилегчайшей весовой категории уступил тайцу Вичайрачанону Хадпо.
В 1995 году Ковганко боксировал на чемпионате мира в Берлине, где сумел дойти до 1/8 финала, со счётом 5:10 проиграл казаху Булату Жумадилову.
Наибольшего успеха в своей спортивной карьере добился в сезоне 1996 года, когда побывал на чемпионате Европы в Вайле, откуда привёз награду бронзового достоинства — в полуфинале наилегчайшего веса единственное поражение потерпел от представителя Болгарии Юлияна Строгова. Благодаря череде удачных выступлений удостоился права защищать честь страны на летних Олимпийских играх в Атланте: в стартовом поединке категории до 51 кг благополучно прошёл гондурасца Дарвина Анхелеса, однако затем был остановлен Булатом Жумадиловым. Также в этом сезоне добавил в послужной список бронзу, полученную на Кубке химии в Галле — на сей раз в полуфинале был побеждён представителем Румынии Золтаном Лункой.
После Олимпиады в США Сергей Ковганко остался в основном составе боксёрской команды Украины и ещё в течение некоторого времени продолжал принимать участие в крупнейших международных турнирах. Так, в 1997 году он одержал победу на международном турнире в Италии, стал бронзовым призёром Кубка Акрополиса в Греции.
Имеет высшее образование, в 1997 году окончил Николаевский государственный педагогический университет им. Белинского.
После завершения спортивной карьеры занялся тренерской деятельностью. Работает тренером по боксу в николаевской Специализированной детско-юношеской спортивной школе олимпийского резерва № 6.